# Claude François

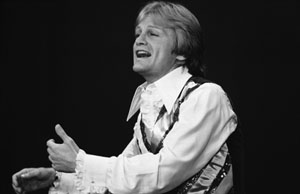
Claude François (1976)

Claude François (* 1. Februar 1939 in Ismailia, Ägypten; † 11. März 1978 in Paris), in Frankreich oft auch Cloclo genannt, war ein französischer Musiker, Komponist, Chansonnier und Musikproduzent. In den 1960er und 1970er Jahren zählte er zu den populärsten Künstlern seines Landes.

## Leben

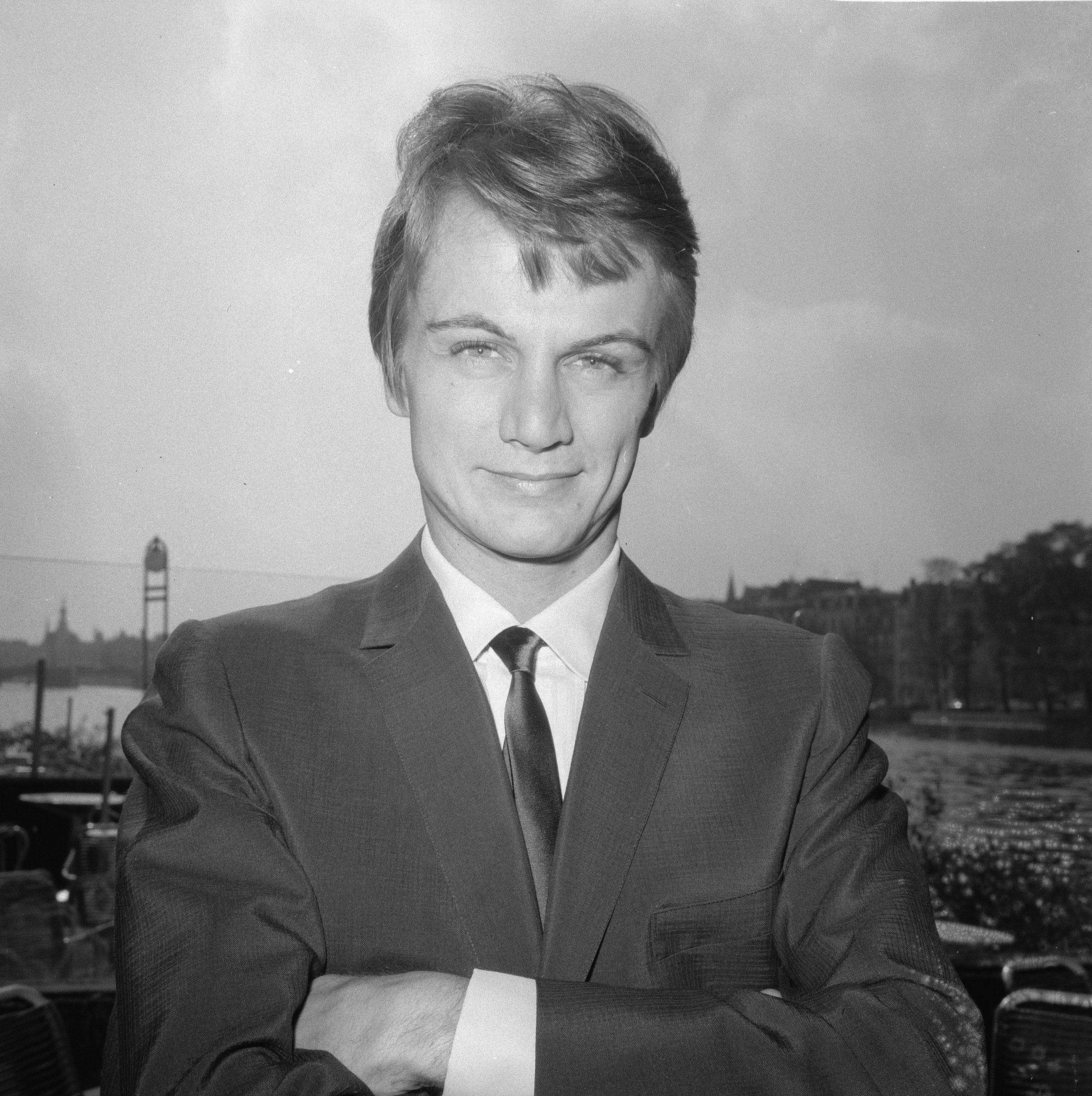
Claude François (1965)

Claude François wurde in Ägypten geboren, wo sein französischstämmiger Vater Aimé für die französische Verwaltung des Suezkanals arbeitete; seine Mutter Lucia, auch Chouffa genannt, stammte aus Kalabrien. Schon in Ägypten erlernte er verschiedene Instrumente (darunter Schlagzeug und Geige), und der Einfluss der dortigen Musikszene beeinflusste viele seiner späteren Kompositionen.
Als seine Familie nach der Verstaatlichung des Suez-Kanals 1956 an die Côte d’Azur übersiedelte, fand er rasch Arbeit als Schlagzeuger in verschiedenen Jazz-Ensembles und Musikklubs der Gegend, etwa in Monaco oder bei den damals hochrangig besetzten Jazzfestivals in Juan-les-Pins.
Ende 1960 zog François nach Paris und hatte dort 1962 mit Belles, Belles, Belles (seiner französischsprachigen Adaption von Made to Love von den Everly Brothers) seinen ersten großen Erfolg als Sänger, dem bald weitere auch mit eigenen Kompositionen folgten. 1963 trat er erstmals in der Pariser Music Hall Olympia auf; der Mitschnitt des Konzerts erschien im folgenden Jahr als Langspielplatte. 1966 gründete er für seine Bühnenauftritte die aus vier Tänzerinnen bestehenden Les Clodettes, die fortan (mit später wechselnden Namen) zu seinen Markenzeichen gehörten.
Anfang 1967 komponierte er nach einer gescheiterten Beziehung zu der Sängerin France Gall zunächst auf Englisch das Lied For You, aus dem dann mit Jacques Revaux und Gilles Thibault Comme d’habitude entstand, eines seiner erfolgreichsten Chansons, das zunächst von Hervé Vilard gesungen wurde, ab Ende 1967 aber auch zu François’ Repertoire gehörte. Mit einem englischen Text von Paul Anka, der das Stück durch einen Fernsehauftritt François’ kennengelernt hatte, wurde das Lied 1969 unter dem Titel My Way interpretiert von Frank Sinatra ein Welthit; später wurde My way auch von Elvis Presley und Sid Vicious gecovert.
1967 gründete François seinen eigenen Plattenverlag Flèche (deutsch: Pfeil), auf dem er sein Album Comme d’habitude herausbrachte und für das er neben seinen eigenen Platten bis zum Verkauf des Labels 1977 eine Vielzahl weiterer Chansonniers gewann, darunter Patrick Topaloff und Alain Chamfort. Bis 1967 hatte er seine Alben bei Philips herausgebracht.
Im Mai 1970 erlitt François bei einem Autounfall schwere Gesichtsverletzungen, als ein Reifen seines Wagens bei der Fahrt auf der Autobahn in der Nähe von Orange platzte.
Auch in den 1970er Jahren blieb François mit eigenen Liedern und vor allem mit einer Vielzahl von aus dem englischen und amerikanischen Markt gecoverten Stücken einer der beliebtesten Popsänger Frankreichs. Zu seinen Erfolgen dieser Jahre zählt u. a. La plus belle chose du monde (Adaption von Massachusetts von den Bee Gees). Umgekehrt wurde etwa François’ Chanson Parce que je t’aime, mon enfant (1971) von Bill Martin und Phil Coulter ins Englische übertragen und 1975 als My Boy von Elvis Presley gecovert. François’ Album Le téléphone pleure (1974) wurde der größte kommerzielle Erfolg seiner Karriere und verkaufte sich schon innerhalb weniger Wochen nach der Veröffentlichung mehr als zwei Millionen Mal. Insgesamt hat François mehr als 500 Chansons hinterlassen.
Am 11. März 1978 starb Claude François in seiner Pariser Wohnung durch einen Stromschlag, als er von der Badewanne aus eine defekte Lampe berührte. Am selben Nachmittag hätte er bei der Aufzeichnung der Fernsehshow Rendez-vous du dimanche von Michel Drucker seine bereits eingespielte neueste Single Alexandrie, Alexandra vorstellen sollen, die dann postum in der folgenden Woche erschien. François wurde in dem Dorf Dannemois im Département Essonne beigesetzt, wo er ein Landhaus besaß.
Im März 2000 wurde der Platz vor seiner letzten Pariser Wohnung (46, Boulevard Exelmans) im 16. Arrondissement in Place Claude François umbenannt. Im Jahr 2005 wurde auch in seiner Geburtsstadt, Ismailia in Ägypten, eine Straße nach ihm benannt. 2012 verfilmte Florent Emilio Siri das Leben François’ unter dem Titel My Way – Ein Leben für das Chanson mit Jérémie Renier in der Hauptrolle.

## Familie
Am 5. November 1960 heiratete François die Tänzerin Janet Woollacott, die er in Monaco kennengelernt hatte. Schon 1962 trennte sich das Paar wieder, nachdem Woollacott eine Beziehung mit Gilbert Bécaud begonnen hatte. Im März 1967 wurde die Ehe geschieden.
1967 lernte er Isabelle Forêt kennen; aus der Beziehung gingen die Kinder Claude Junior (genannt Coco; * 8. Juli 1968) und Marc (* 15. November 1969) hervor. Das Paar ging 1972 auseinander.
1972–1976 war er mit der Finnin Sofia Kiukkonen liiert. Im Februar 2018 wurde bekannt, dass Claude François eine Tochter hatte. Sie wuchs bei Adoptiveltern in Flandern auf.

## Diskografie (Auswahl)

### Alben
| Jahr | Titel                              | Höchstplatzierung, Gesamtwochen, AuszeichnungChartplatzierungen (Jahr, Titel, Platzierungen, Wochen, Auszeichnungen, Anmerkungen) | Höchstplatzierung, Gesamtwochen, AuszeichnungChartplatzierungen (Jahr, Titel, Platzierungen, Wochen, Auszeichnungen, Anmerkungen) | Höchstplatzierung, Gesamtwochen, AuszeichnungChartplatzierungen (Jahr, Titel, Platzierungen, Wochen, Auszeichnungen, Anmerkungen) | Anmerkungen                                                                  |
| Jahr | Titel                              | FR | BEW | CH | Anmerkungen                                                                  |
| ---- | ---------------------------------- | --- | --- | --- | ---------------------------------------------------------------------------- |
| 1995 | D’Alexandrie à Alexandra           | FR— ×2DoppelgoldFR | BEW5 (17 Wo.)BEW | — |                                                                              |
| 1998 | Les concerts inédits de Musicorama | FR26 (2 Wo.)FR | — | — |                                                                              |
| 1998 | Le meilleur de                     | FR— GoldFR | BEW13 (6 Wo.)BEW | — |                                                                              |
| 1998 | Danse ma vie                       | — | BEW31 (3 Wo.)BEW | — |                                                                              |
| 2001 | Ses plus grands succès             | FR144 Platin · (2 Wo.)FR | BEW7 (33 Wo.)BEW | CH47 (5 Wo.)CH | Erstveröffentlichung: 12. Februar 2001 Charteinstieg FR: 2012                |
| 2007 | Best Of                            | FR36 (26 Wo.)FR | — | — | Erstveröffentlichung: 26. März 2007                                          |
| 2007 | Les 50 plus belles chansons        | FR90 (4 Wo.)FR | BEW40 (10 Wo.)BEW | — | Erstveröffentlichung: 5. November 2007 Charteinstieg: 2012                   |
| 2007 | Les 100 plus belles chansons       | — | BEW71 (4 Wo.)BEW | — | Erstveröffentlichung: 23. November 2007                                      |
| 2008 | 30 ans – Édition anniversaire      | FR10 (19 Wo.)FR | BEW6 (27 Wo.)BEW | CH48 (6 Wo.)CH | Erstveröffentlichung: 18. Januar 2008 Charteinstieg FR: 2011                 |
| 2008 | Sur scène                          | — | BEW31 (5 Wo.)BEW | — |                                                                              |
| 2012 | 100% concert                       | FR116 (2 Wo.)FR | BEW26 (13 Wo.)BEW | — | Erstveröffentlichung: 2. März 2012                                           |
| 2012 | Génération Cloclo                  | FR9 (10 Wo.)FR | — | — |                                                                              |
| 2015 | Cette année là – Best Of 3CD       | — | BEW30 (35 Wo.)BEW | — | Erstveröffentlichung: 21. August 2015                                        |
| 2016 | Hit Parade – Les Best Of 4CD       | — | BEW31 (25 Wo.)BEW | — | Erstveröffentlichung: 4. November 2016 mit Sacha Distel, Dalida & Mike Brant |
| 2018 | For Ever                           | FR42 (9 Wo.)FR | BEW28 (30 Wo.)BEW | — | Erstveröffentlichung: 9. Februar 2018                                        |
| 2021 | Les inédits vol. 8                 | — | BEW141 (1 Wo.)BEW | — |                                                                              |
| 2022 | French Disco Icon                  | FR144 (1 Wo.)FR | BEW38 (1 Wo.)BEW | — | Erstveröffentlichung: 25. März 2022                                          |

Weitere Alben
- Dis-lui (Fontana, erschienen 1963)
- Si j’avais un marteau (Philips, 1963, FR: Gold)
- Claude François à l’Olympia (Philips, 1964)
- Les choses de la maison (Philips, 1965)
- Le jouet extraordinaire (1965)
- Même si tu revenais (Philips, 1965)
- J’attendrai (Philips, 1966)
- Comme d’habitude (Flèche, 1967, FR: Gold)
- Avec la tête, avec le coeur (Flèche, 1968)
- Un monde de musique (Flèche, 1969)
- Menteur ou cruel (Flèche, 1969)
- Le monde extraordinaire de Claude François (Flèche, 1970)
- Si douce à mon souvenir (Flèche, 1970)
- C’est la même chanson (Flèche, 1971)
- Il fait beau, il fait bon (Flèche, 1971)
- Y’a le printemps qui chante (Flèche, 1972)
- Le lundi au soleil (Flèche, 1972)
- Je viens diner ce soir (Flèche, 1973)
- Chanson populaire (Flèche, 1973, FR: Gold)
- Claude François sur Scène (Flèche, 1974)
- Le téléphone pleure (Flèche, 1974)
- Toi et moi contre le monde entier (Flèche, 1975)
- Claude François sur Scène - Éte 1975 (Flèche, 1975)
- Pourquoi pleurer sur un succes d’été (Flèche, 1975)
- Pour les jeunes de 8 à 88 ans (Flèche, 1976)
- Le vagabond (Flèche, 1976)
- Je vais à Rio (Flèche, 1977)
- Magnolias for ever (Flèche, 1977, FR: ×2Doppelgold )
- Souvenir 1978: Claude François en public (Flèche/Carrere, 1978)

### Singles
| Jahr | Titel Album                             | Höchstplatzierung, Gesamtwochen, AuszeichnungChartplatzierungen (Jahr, Titel, Album, Platzierungen, Wochen, Auszeichnungen, Anmerkungen) | Höchstplatzierung, Gesamtwochen, AuszeichnungChartplatzierungen (Jahr, Titel, Album, Platzierungen, Wochen, Auszeichnungen, Anmerkungen) | Anmerkungen                   |
| Jahr | Titel Album                             | FR | BEW | Anmerkungen                   |
| ---- | --------------------------------------- | --- | --- | ----------------------------- |
| 1972 | Belinda Le lundi au soleil              | FR170 (1 Wo.)FR | — | Charteinstieg in FR erst 2012 |
| 1977 | Alexandrie Alexandra Magnolias For Ever | FR90 (6 Wo.)FR | — | Charteinstieg in FR erst 2012 |
| 1977 | Magnolias For Ever                      | FR77 (4 Wo.)FR | — | Charteinstieg in FR erst 2012 |
| 1987 | Comme d’habitude                        | FR50 (5 Wo.)FR | — |                               |
| 1990 | Même si tu revenais (Remix 90’s) –      | FR5 (16 Wo.)FR | — |                               |
| 1990 | Megamix –                               | FR2 Silber · (15 Wo.)FR | — |                               |
| 1990 | J’attendrai (Remix 90’s) –              | FR19 (8 Wo.)FR | — |                               |
| 1998 | Alexandrie Alexandra (Technomix) –      | FR45 (7 Wo.)FR | BEW37 (2 Wo.)BEW |                               |
| 1998 | Je vais à Rio –                         | FR100 (1 Wo.)FR | — |                               |
| 2000 | Cette année-là –                        | FR79 (6 Wo.)FR | — |                               |

grau schraffiert: keine Chartdaten aus diesem Jahr verfügbar

## Auszeichnungen für Musikverkäufe
| Goldene Schallplatte - Frankreich - 1973: für die Single Chanson Populaire - 1975: für das Album Le Mal Aimé / Le Téléphone Pleure - 1978: für das Album Marche Tout Droit - 1979: für das Album Belles, Belles, Belles - 1979: für das Album Grands Succès Vol. 2 - 1979: für das Album Super Hits: J’attendrai - 1990: für das Album Remix 90 - 2007: für das Videoalbum Et Claude Francois Crea Podium 2× Goldene Schallplatte - Frankreich - 1995: für das Album Claude François - 1995: für das Album Album Souvenir Vol. 1 | Platin-Schallplatte - Frankreich - 1990: für das Album Les Plus Grands Succès De... - 1998: für das Album Master Série - Vol. 1 2× Platin-Schallplatte - Frankreich - 2001: für das Album 10 Ans Déjà - 2012: für das Videoalbum Generation Cloclo |

Anmerkung: Auszeichnungen in Ländern aus den Charttabellen bzw. Chartboxen sind in ebendiesen zu finden.
| Land/RegionAuszeichnungen für Musikverkäufe (Land/Region, Auszeichnungen, Verkäufe, Quellen) | Silber  | Gold       | Platin     | Verkäufe  | Quellen                     |
| -------------------------------------------------------------------------------------------- | ------- | ---------- | ---------- | --------- | --------------------------- |
| Frankreich (SNEP)                                                                            | Silber1 | 20× Gold20 | 7× Platin7 | 4.040.000 | infodisc.fr snepmusique.com |
| Insgesamt                                                                                    | Silber1 | 20× Gold20 | 7× Platin7 |           |                             |

## Film
- My Way – Ein Leben für das Chanson (Originaltitel: Cloclo), Frankreich / Belgien 2012, Regie: Florent Emilio Siri.